# Наумов, Александр Васильевич
Алекса́ндр Васи́льевич Нау́мов (6 апреля 1947, Алма-Ата, КазССР, СССР — 19 июля 2024, Краснодар) — советский и российский военачальник. Участник первой чеченской войны. Заместитель командующего войсками Северо-Кавказского военного округа (1996—1998). Генерал-лейтенант (5.5.1995).

## Биография
- Родился 6 апреля 1947 года в городе Алма-Ате в семье учителей.
- Жена Наумова Татьяна

### Образование
- 1968 — Ульяновское танковое училище
- 1980 — Военной академии БТВ
- 1991 — Академии Генерального штаба

### На воинской службе
Военную службу в Вооружённых силах СССР и Российской Федерации проходил с 11.08.1964 по 01.03.1999 года на командных и штабных должностях:
- В 1965—1968 годах — курсант Ульяновское гвардейское высшее танковое командное, дважды Краснознамённое, ордена Красной Звезды училище имени В. И. Ленина.
- В 1968—1971 годах — командир танкового взвода 4-я гвардейская танковая Кантемировская ордена Ленина Краснознамённая дивизия имени Ю. В. Андропова (МВО).
- В 1971—1973 годах — командир танковой роты Кантемировской дивизии.
- В 1973—1975 годах — начальник штаба батальона Кантемировской дивизии.
- В 1975—1977 годах — командир танкового батальона Кантемировской дивизии.
- В 1977—1980 годах — слушатель Военной академии БТВ.
- В 1980—1982 годах — командир танкового полка ЮГВ.
- В 1982—1984 годах — начальник штаба 19-й гв. ТД ЮГВ.

### На высших должностях
- В 1984—1989 годах — командир танковой дивизии (г. Новочеркасск, СКВО).
- В 1989—1991 годах — слушатель Академии Генерального штаба.
- В 1991—1992 годах — заместитель командира корпуса (г. Кутаиси).
- В 1992—1993 годах — командир 31-го армейского корпуса (г. Кутаиси).
- В 1993—1998 годах — заместитель командующего Северо-Кавказским военным округом.
- В 1998 году уволен в запас по состоянию здоровья.

### В отставке
Жил и работал в городе Краснодар.
С 2012 по 2024 год ведущий инспектор Группы инспекторов Объединённого стратегического командования Южного военного округа Министерства обороны Российской Федерации.
Скончался 19 июля 2024 года после продолжительной болезни в Краснодаре.

## Знаки отличия
- Орден Красной Звезды
- Орден Мужества
- Орден «За службу Родине в Вооружённых Силах СССР» 3 степени
- Медаль «За укрепление боевого содружества»
- Юбилейная медаль «Двадцать лет Победы в Великой Отечественной войне 1941—1945 гг.»
- Юбилейная медаль «300 лет Российскому флоту»
- Медаль «Ветеран Вооружённых Сил СССР»
- Юбилейная медаль «50 лет Вооружённых Сил СССР»
- Юбилейная медаль «60 лет Вооружённых Сил СССР»[5]
- Юбилейная медаль «70 лет Вооружённых Сил СССР»[6]
- Медаль «За безупречную службу» I степени
- Медаль «За безупречную службу» II степени
- Медаль «За безупречную службу» III степени
- Медаль «За ратную доблесть» и др.

- Иностранные награды.